# За шаку динамита
За шаку динамита (енгл. Duck, You Sucker!, итал. Giù la testa) је епски шпагети-вестерн из 1971. године, режисера и ко-сценаристе Серђа Леонеа, а у коме главне улоге тумаче Род Стајгер, Џејмс Коберн и Ромоло Вали.
Смештена 1910-их, током Мексичке револуције, радња филма прати Хуана Миранду, неморалног мексичког одметника, као и Џона Малорија, бившег ирског револуционара. Након што се они упознају, у не баш пријатељским околностима, Хуан и Џон невољно постају хероји револуције, иако су присиљени на тешке жртве.
Други је филм у Леонеовој Било једном трилогији, а претходи му Било једном на Дивљем западу (1968), док је следећи филм из серијала Било једном у Америци (1984). Последњи је вестерн који је режирао Леоне, а многи га сматрају његовим најнепознатијим филмом.

## Радња
Хуан Миранда је мексички сељак који је постао бандит. Његова породица чини језгро његове банде. Џон Малори, члан ИРА-е, стручњак је за експлозиве. Хуан је заинтересован да некако преживи, а Џон има идеолошке мотиве. Срећу се у Мексику и планирају да заједно пљачкају банке. Џонов борбени поклич је: „Сагни се, будало!”. На захтев доктора Виљеге, путујућег револуционара, он прихвата да помогне у минирању локалне банке. Али на Хуанов ужас (а Џоново одушевљење) испоставља се да је банка у ствари затвор. Експлозија ослобађа револуционаре који су заробљени у њему. Изненадно, Хуан и Џон постају хероји револуције. Хуан би, наравно, радије да добије новац. Убрзо, владине трупе, предвођене бруталним пуковником Гутијерезом, крећу за њима. Хуана заробљавају. Али, тренутак пред његово погубљење, Џон ће чути познати поклич: „Сагни се, будало!” и са динамитом у руци, долази да га спаси. И поново, Хуан, невољни револуционар, постаје слободан. Поново, сасвим случајно, бива увучен у револуцију. Бориће се задивљујуће и убити тиранина, гувернера Дон Хаимеа и, са Џоном уз себе, повести сељаке у коначни обрачун против Гутијереза и његових војника.

## Улоге
| Глумац          | Улога                |
| --------------- | -------------------- |
| Род Стајгер     | Хуан Миранда         |
| Џејмс Коберн    | Џон (Шон) Х. Малори  |
| Ромоло Вали     | др Виљега            |
| Марија Монти    | Аделита              |
| Рик Батаља      | генерал Сантерна     |
| Франко Грациози | гувернер Дон Хаиме   |
| Антоан Сен Џон  | пуковник Гунтер Руиз |
| Вивијен Чандлер | Колин                |
| Дејвид Ворбек   | Нолан                |